# Пілу (Естонія)
Пі́лу (ест. Pilu küla) — село в Естонії, у волості Пилтсамаа повіту Йиґевамаа.

## Населення
Чисельність населення на 31 грудня 2011 року становила 36 осіб.